# Shahrestān-e Rāmhormoz
Shahrestān-e Rāmhormoz (persiska: شهرستان رامهرمز, رامهرمز) är en delprovins (shahrestan) i Iran.   Den ligger i provinsen Khuzestan, i den centrala delen av landet, 500 km söder om huvudstaden Teheran.
Delprovinsen hade 113 776 invånare 2016.